# Пљачка Печуја 1704.
Пљачка Печуја 1704. догодила се у време Ракоцијевог устанка (1704-1711). 
Током 1704. Печуј је два пута био изложен пљачки. Први пут, почетком фебруара, опљачкали су га Ракоцијеви куруци, а други пут, крајем марта, српски добровољци у служби Хабзбурговаца. 
Дана 1. фебруара 1704. године писао је мађарски историчар Салаји: мађарски устаници су у граду Печују више од 2000 Срба, све жена, деце и стараца "поклали". Као одговор на те злочине, кренуло је наводно 10.000 Срба из Шиклуша на Печуј. Куруци су се на време склонили, а Срби су извршили у граду освету. Страдали су прво католичке цркве и манастири, њих неколико и они католички свештеници који су имали задатак да Србе - покатоличе. Срби су били препуштени сами себи, свом клиру да их води, у средини где им је нуђена промена вере или нестанак. На покатоличењу, преко претходног унијаћења се истакао око 1700. године бискуп Радвањи из Печуја.
Каноник из Печуја Себастијан Главинић у свом извештају од 6. маја 1704. наводи да је штета коју су направили Срби била је већа: „Рацки војници су... овом месту и дијецези донели крајњу пропаст“ (per militem Rascianum... loco, et Dioecesi huic extrema ruina illata est). У самом Печују Срби су убили четворицу језуита, каноника Хорвата, тројицу фрањеваца и двојицу презвитера. (У Шиклошу су убили тројицу фрањеваца, а по околним селима тројицу пароха). Демолирали су манастир фрањеваца, доминиканаца, павлинаца и капуцина. Из цркава су однели све драгоцене ствари. Божја служба (Divina) није се могла вршити, пошто „није остао ниједан пехар, или апарамент“. Заробљене канонике Срби су извргли руглу, скинувши их „до гаћа“ (usque ad indusium). Свештеници (omnes religiosi) у страху за своје животе избегли су са својом паством (cum toto populo) у Сигет. Када су се вратили назад са старешином печујских језуита Францом Колером, живели су у сталном страху, „бојећи се сталних рацких провала, пљачкања и разбојништва“ (continuas metuentes Rascianorum excursiones praedas et latrocinia).
Фрањевац Крсто Пејкић, родом из Ћипроваца, у својој књизи „Зарцало истине мед царкве источне и западне“ (објављена 1716) такође извештава о пљачки Печуја: „Знаде све краљевство мачарско шта христјане у њему учинише, а навластито у Шиклош и у Печуј г(одиш)та 1704. Исикоше францешкане, језовите и попове; преруше свето тило Исусово по земљу; обукоше се у редовничко црквено рухо наше и тако на срамоту крстјанце вире јашиху по граду на коње своје. Да смо ми њима то учинили, што би нами, ако би могли, вратили? А ми њима ништа не учинисмо, премда њима заповидамо, него још молимо Оца небескога да њима опрости јер не знаду што ниче.“
Биограф цара Леополда I Франц Вагнер пише да су Срби пљачкали Печуј „као да је непријатељски град који је освојен на силу“. Најчешће мете њихових напада су биле цркве, где се склонило католичко становништво са својом покретном имовином. Ватреним оружјем су убили каноника, двојицу фрањеваца и четири језуита. Међу убијеним језуитима су били Вагнерови другови, језуите Јакоб Јакобовић и Ђерђ Борхи.
Бечки двор је због пљачке Печуја и убистава свештених лица позвао на одговорност команданта Потиске војне границе, генерала Ернеста Гундакера фон Херберштајна. Он се правдао двору „да је међу Рацима било двадесет попова (тако они зову своје свештенике) — углавном јако глупи људи (homines fere stolidissimos) — који од најстаријих времена гаје мржњу према латинским догмама и обредима“.Шаблон:Sfnm=Koller
Мађарски историчар русинског порекла Антал Ходинка објавио је у Печују 1932. једну краћу студију о пљачки Печуја 1704. под насловом „Четири савремена извештаја о пљачки Печуја од стране Раца 1704.“ (мађ. Négy egykoru jelentés az 1704-ipécsi rác dulásról). 